# Sjef van Duffelen
Sjef van Duffelen (Haarlem 31 oktober 1946 - 20 augustus 2020) was een  Nederlands voetballer van HFC Haarlem. Na zijn korte carrière als professioneel voetballer is hij gaan werken als docent lichamelijke opvoeding. Hij heeft tot aan zijn pensioen in het onderwijs gewerkt. 
Sjef van Duffelen is op 20 augustus 2020 overleden.